# Nokia E5
Nokia E5 – telefon oparty na systemie Symbian S60 v. 3.2, stanowi kontynuację linii, do której należą takie urządzenia jak Nokia E72 i Nokia E63.

## Specyfikacja
| Ogólne                          | Opis                                     |
| ------------------------------- | ---------------------------------------- |
| System                          | GSM 850, GSM 900, GSM1900, WCDMA         |
| Wysokość                        | 115 mm                                   |
| Szerokość                       | 58,9 mm                                  |
| Grubość                         | 12,8 mm                                  |
| Waga                            | 126 g                                    |
| Akumulator                      | litowo-jonowy (Li-Ion), 1200 mAh (BL-4D) |
| Czas czuwania według producenta | 705 h                                    |
| Czas rozmów według producenta   | 330 min.                                 |
| Wyświetlacz                     | 256 tys. kolorów, 240 x 320, 2,36 cala   |
| Wyświetlacz dodatkowy           | Nie                                      |
| Alarm wibracyjny                | Tak                                      |
| Dostępna pamięć                 | 256 MB                                   |
| Złącze kart pamięci             | microSD                                  |
| Karta pamięci w zestawie        | 2 GB (do 32 GB)                          |
| Wymienne obudowy                | Nie                                      |
| IrDA                            | Nie                                      |
| Bluetooth                       | Tak                                      |
| CSD                             | Tak                                      |
| HSCSD                           | Brak danych                              |
| GPRS                            | Class 12                                 |
| EDGE                            | Class 32                                 |
| WiFi                            | 802.11g                                  |
| Wap                             | xHTML                                    |
| i-mode                          | Nie                                      |
| Aparat fotograficzny            | 5 Mpix, zoom x3, flash, wideo            |
| PDA                             | Symbian 9.3, S60, 3rd edition, FP2       |
| GPS                             | Tak                                      |
| Słownik SMS                     | T9                                       |
| Długie wiadomości               | Tak                                      |
| SmartMessaging                  | Tak                                      |
| EMS                             | Nie                                      |
| MMS                             | Tak                                      |
| Klient e-mail                   | Tak                                      |
| Java                            | 2.0                                      |
| Kontakty w telefonie            | Tak                                      |
| Profile                         | Tak                                      |
| Kalendarz                       | Tak                                      |
| Lista zadań                     | Tak                                      |
| Notatnik                        | Tak                                      |
| Zegarek                         | Tak                                      |
| Budzik                          | Tak                                      |
| Stoper                          | brak danych                              |
| Minutnik                        | brak danych                              |
| Wybieranie głosowe              | Dla numerów i funkcji                    |
| Dyktafon                        | Tak                                      |
| System głośnomówiący            | Tak                                      |
| Radio                           | Tak                                      |
| Odtwarzacz MP3                  | Tak                                      |
| Wideokonferencja                | Tak                                      |
| Klawiatura sprzętowa            | QWERTY                                   |